# Bellacythara
Bellacythara is een geslacht van weekdieren uit de klasse van de Gastropoda (slakken).

## Soort
- Bellacythara bella (Hinds, 1843)